# Altstadt 13 (Büdingen)

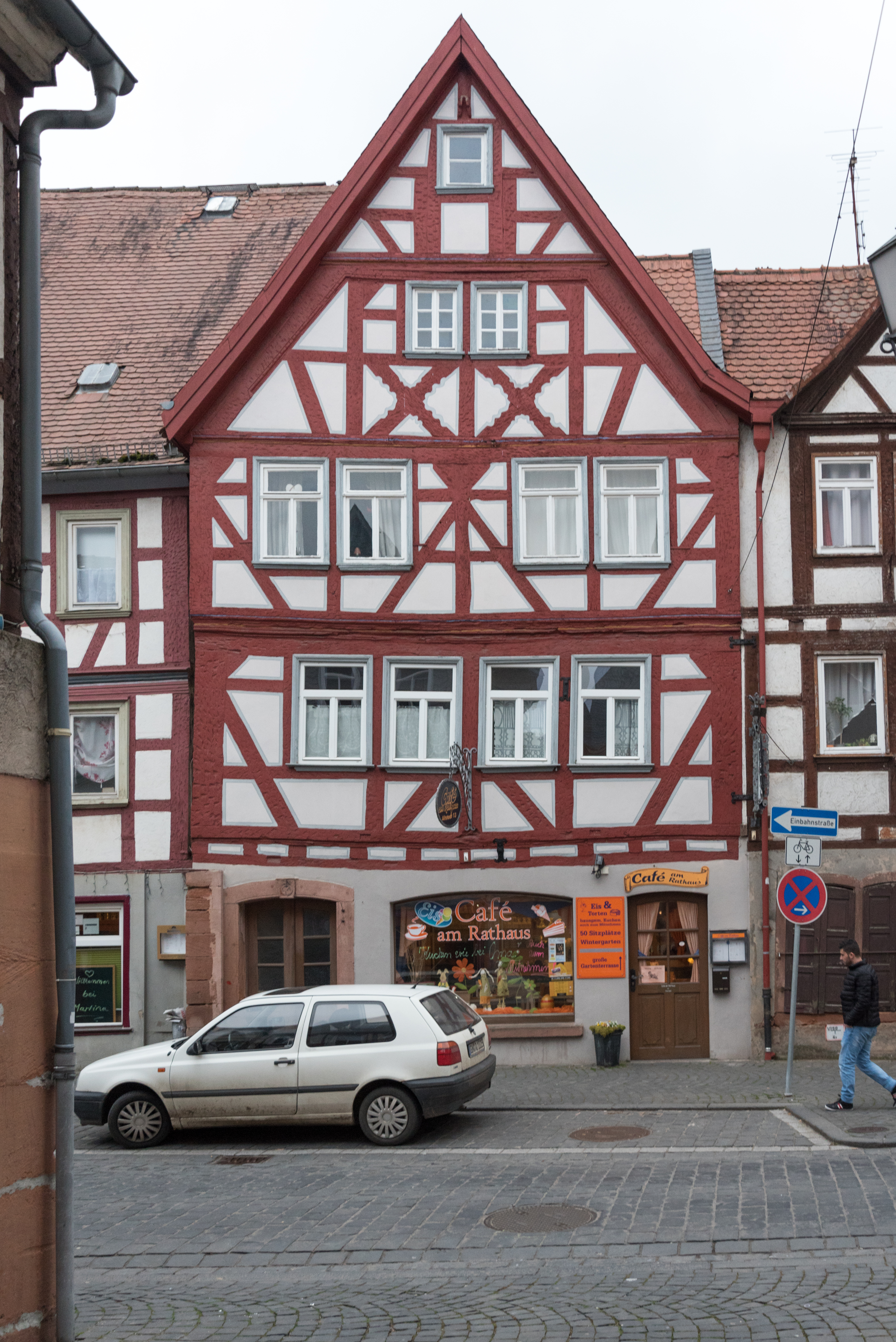
Haus Altstadt 13 in Büdingen

Das Gebäude Altstadt 13 in Büdingen, einer Stadt im Wetteraukreis in Hessen, wurde um 1700 errichtet. Das Fachwerkhaus ist ein geschütztes Kulturdenkmal.
Das dreigeschossige Wohn- und Geschäftshaus steht auf einem massiven Sockelgeschoss. Das Fachwerk besteht aus profilierten Schwellen und Giebelteilen. Zwei Andreaskreuze schmücken die Brüstungen.
Das Portal an der linken Seite mit einer Sandsteinrahmung ist mit einer Agraffe versehen.